# 제1대 달라이 라마

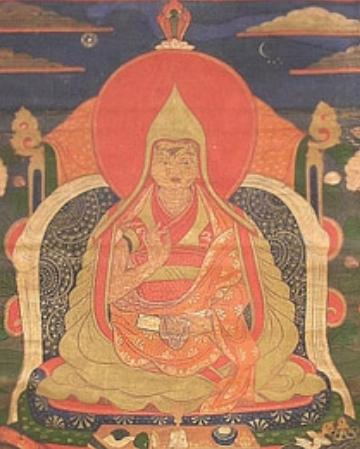
제 1대 달라이 라마

겐둔 둡빠(티베트어:  དགེ་འདུན་གྲུབ་པ།, 웨일리표기 dge 'dun grub pa, 일반 영문 표기 Gendun Drupa, 중국어: 根敦朱巴, 1391~1474)는 제 1대 달라이 라마로, 티베트 불교의 최고 권위자인 달라이 라마의 계통을 창시한 사람이다. 1391년에 태어나, 1447년에 달라이 라마의 자리에 올랐고, 1474년에 세상을 떠났다.
사실 겐둔 둡빠는 생존에 '달라이 라마'라는 칭호로 불린 적이 없고, 후에 제3대 달라이 라마가 추존하여 1대 달라이 라마로 불리게 되었다.

## 일생
초대 달라이 라마 겐둔 둡빠는 1391년에 티베트 중앙의 고원에서 소를 기르며 유랑하는 부족의 아들로 태어났다. 그는 '페마 도르지'라는 이름을 갖고 있었으며, 7살 때까지 이 이름을 쓰며 양치기의 생활을 하였다.
1405년, 그는 입적하여 티베트의 한 사원에 들어갔고, 20살이 되는 해에, 드디어 겐둔 둡빠라는 불교식 이름을 받았다. 그는 이후 끊임없는 수양과 명상으로 인해 간덴 사원의 초대 주지 스님의 자리에 올랐고, 중년에 이르러서는 티베트의 가장 존경받는 스님들 중 한 명으로 추앙받았다.
전설에 의하면, 신성한 호수에 살고 있던 정령이 겐둔 둡빠의 꿈에 나타나, 그녀가 그와 그의 환생자들을 영원토록 돌봐 주겠다는 약속을 남기고 사라졌다고 한다. 그는 이 계시를 받은 후 티베트로 내려와 달라이 라마의 계통을 세웠으며, 이후 600년이 넘게 전해져 내려오는 달라이 라마의 기반을 다졌다. 이와 같은 전통은 아직까지도 내려와, 현재에도 달라이 라마가 세상을 떠날 때마다 승려들이 정령의 계시를 받고 몸을 깨끗이 하기 위해 이 호수를 찾는다고 한다.
겐둔 둡빠는 현재의 달라이 라마들과는 다르게 정치적 실권을 쥐고 있지 못했다. 당시 티베트의 권력은 몽골의 카간들과 티베트의 토착 영주들에 의해 장악되어 있었고, 달라이 라마가 지금과 같은 절대적인 권력을 쥐게 된 것은 5대 달라이 라마 이후의 일이었다.

## 같이 보기
- 소남갸초

|  | 제1대 달라이 라마 1447년 ~ 1474년 | 후 임 게뒨갸초 |